# Hjalmar Samzelius
Hjalmar Samzelius, född 27 maj 1852 i Uppsala, död 15 november 1936 i Göteborg, var en svensk ingenjör. 
Samzelius blev student vid Uppsala universitet 1870, studerade vid Teknologiska institutet i Stockholm 1873–1875 och blev student vid Lunds universitet 1879. Han var biträde åt professor Fredrik Laurentz Ekman vid laborationer vid Teknologiska institutet 1875–1876, ingenjör vid Stabbarps stenkols- och tegelverk 1876–1878, föreståndare för Lunds stads gas- och vattenverk 1878–1888 samt direktör för Göteborgs stads gasverk från 1888.